# Caldera (Luya)
Caldera es un anexo del Distrito de Ocumal, de la Provincia de Luya, perteneciente al Departamento de Amazonas en el Perú. 
Se encuentra aproximadamente a 1650 metros sobre el nivel del mar,  lo que le da un clima especial, ha logrado conservar gran cantidad de micro bosques. 

## Historia
su nombre recibe gracias a que en sus inicios había pobladores que se dedicaban a la elaboración de chancaca, a partir de la caña de azúcar y se empleaban calderos y es a partir de ello que recibe el nombre.

## Economía
En Caldera se producen café, chancaca, plátanos, yucas, maní, fréjol, maíz, níspero, guayabas, chirimoyas, limones, naranjas, maracuyá, cacao, papaya, paltas, arverjas, cacao, caña de azúcar, pitajayas, etc.
La población joven suele emigrar a Chachapoyas, Chiclayo y Lima, por motivos de estudios superiores repercutiendo en el poco crecimiento comercial de la comunidad.

## Rutas de acceso
- Desde Chiclayo a Jaén (6 horas) en ómnibus, luego hasta Lonya Grande (4 horas) en combis o autos, de ahí en camioneta o combis a Ocallí (4 horas), luego desde Ocallí se accede hasta el Anexo de Caldera un estimado de una hora en vehículos, a través de los anexos de: Playa de Humet, Cruz Lomas, Providencia, San Pedro, Colcalón, Allavín, y Salinguerra hasta llegar al destino.

- Desde Chachapoyas se accede mediante camionetas, combis o vehículos particulares un estimado de 4 horas a través de los lugares de Luya, Conila, Cohechan, Huaylla Belén, Congón, San Juan, Collonce, y Caldera. O también una ruta alternativa es por el centro poblado de Colcamar hasta Huaylla Belén.

## Lugares turísticos

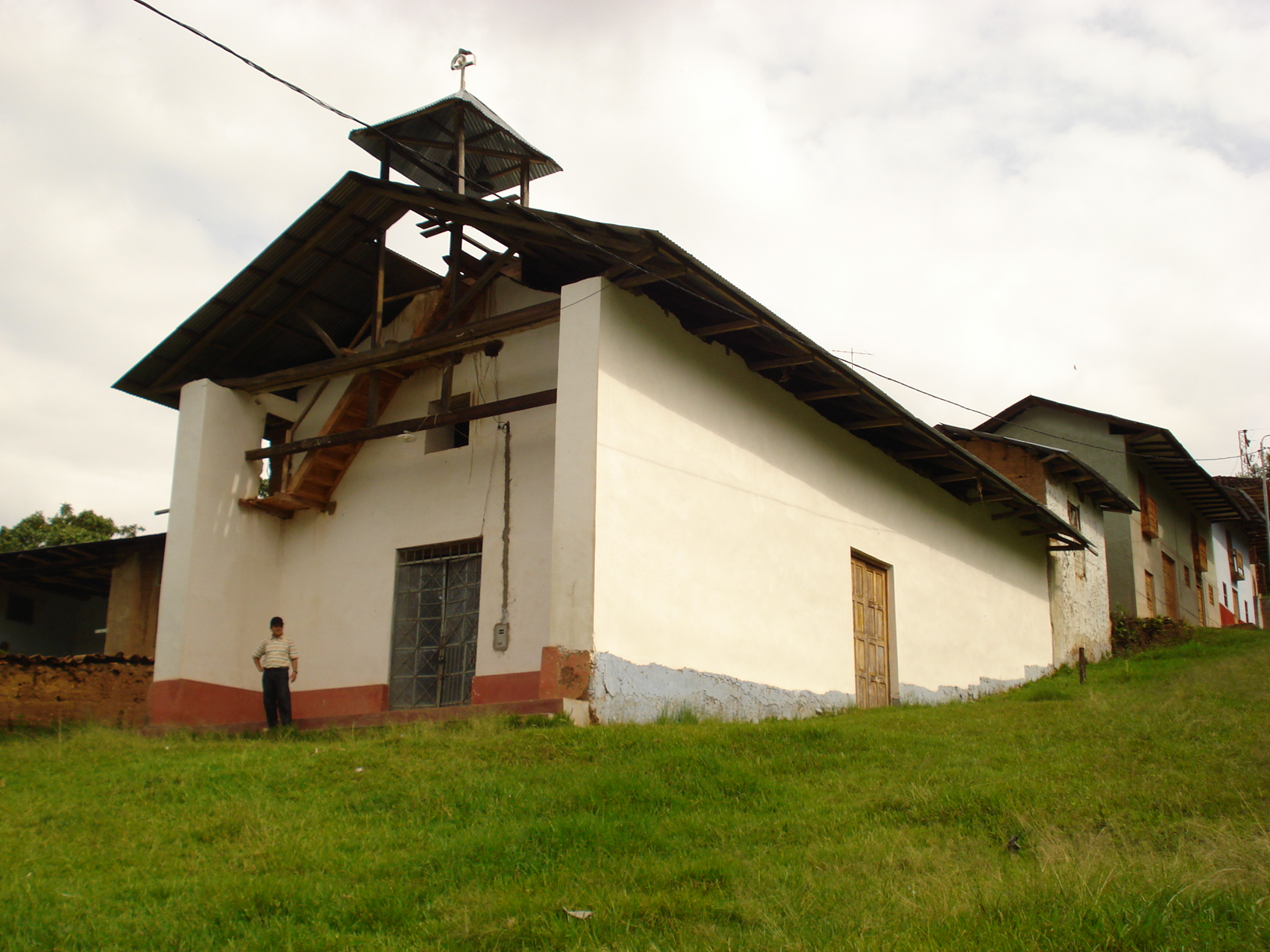
Iglesia de Caldera

Pueblo Viejo, "la Purga", río Hongache, montañas semivírgenes.

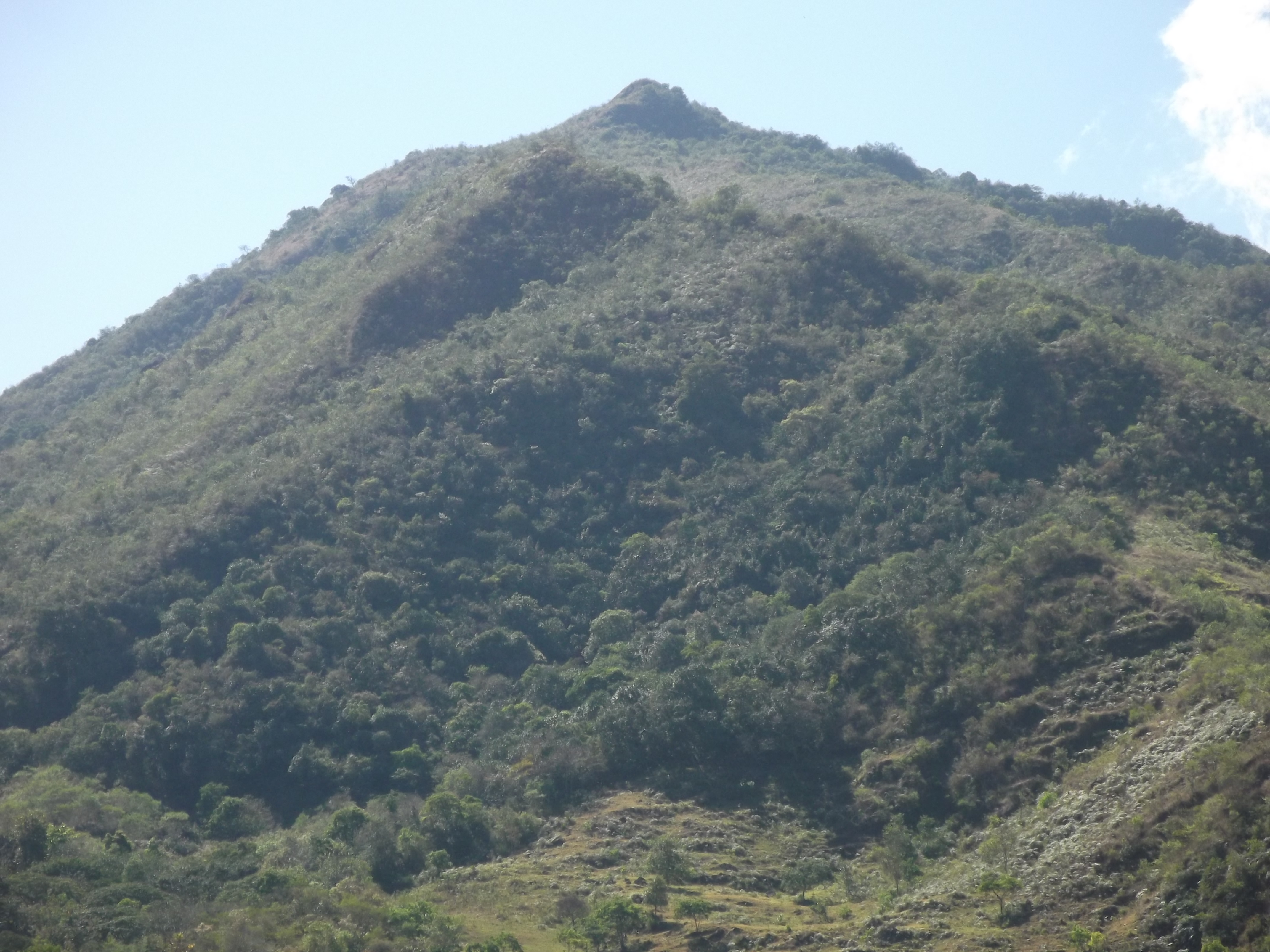
Montaña La Purga

En el mes de agosto se celebra la fiesta patronal de la Virgen de Asunta, el día central es el 15 de agosto, una gran parte de la población que ha migrado a otros lugares regresan para celebrar la festividad religiosa.
Entre otras festividades se celebra:
- El aniversario del colegio secundario Mariano Melgar el 22 de septiembre, mediante paseo de antorchas, actividades deportivas, actividades cultirales.
- Semana Santa, la costumbre es celebrar la resurrección a las 3 de la mañana.
- Navidad, con pastorcitos vestidos con atuendos propios del lugar.

## Gastronomía
Los platos típicos de la zona son el shirumbe (locro de yuca con frijol o carne) que se sirve con un plato de yucas más el hucho de lantrejas verdes, charqui de plátano, la humitilla, el tucsiche (yuca rayada frita), el upe, el hucho de plátano, de yuca, el locro de guineo, el dulce de guayaba, los doblados, los brillantes, las rosquitas de yuca, las guabas, la cecina, mantel de ucho de fréjol, etc.